# Aby Warburg

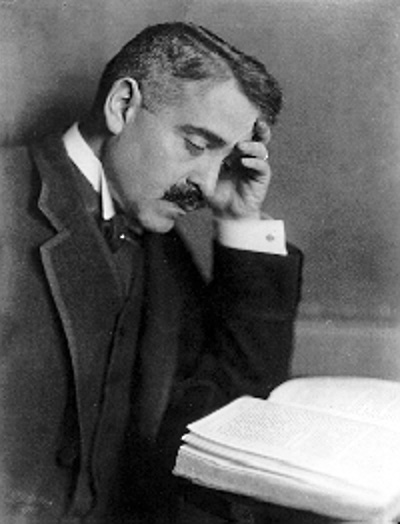
Aby Warburg rond 1900

Aby Moritz Warburg, bekend als Aby Warburg, (Hamburg, 13 juni 1866 – aldaar, 26 oktober 1929) was een Duits kunsthistoricus en cultuurtheoreticus. Hij richtte ìn Hamburg een private bibliotheek voor culturele studies op, de Kulturwissenschaftliche Bibliothek Warburg, waarvan de collectie in 1933 verhuisde naar Londen en daar de basis van het Warburg Institute vormde. Zijn belangrijkste wetenschappelijk bijdragen gaan over de transmissie van klassieke representaties, doorheen de renaissance naar diverse gebieden binnen de Westerse cultuur. Vaak wordt hij gezien als een van de grondleggers van de iconologie, een methode voor beeldinterpretatie vanuit een brede cultuurhistorische context.

### Publicaties
- Das Schlangenritual. Ein Reisebericht. Mit einem Nachwort von Ulrich Raulff. Berlin 1988.
- Die Erneuerung der heidnischen Antike. Berlin 1998.
- Der Bilderatlas MNEMOSYNE. Heruitgave door Marfred Warnke & Claudia Brink. Berlin 2000.
- Gesammelte Schriften, Berlin: Akademie-Verlag, 1998.